# Orthoporus bobos
Orthoporus bobos är en mångfotingart som beskrevs av Chamberlin 1952. Orthoporus bobos ingår i släktet Orthoporus och familjen Spirostreptidae. Inga underarter finns listade i Catalogue of Life.